# Duquesne (navire, 1813)
Pour les articles homonymes, voir Duquesne (navire).
Le Duquesne est un navire de ligne de 80 canons de classe Bucentaure de la Marine impériale française, conçu par l'ingénieur Jacques-Noël Sané, le « Vauban de la marine ».

## Carrière
Construit sur des quais flambant neufs sous le nom de Zélandais, il est rebaptisé Duquesne à la suite de la Restauration le 27 avril 1814, alors qu'il est encore en service. Le 23 mars 1815, pendant les Cent-Jours, il est rebaptisé Zélandais, puis de nouveau Duquesne le 15 juillet lorsque Louis XVIII revient sur le trône.
Il participe à l'expédition d'Alger en 1830 sous le capitaine Bazoche. Après la révolution de Juillet, il est de nouveau rebaptisé Zélandais.
Le 24 janvier 1834, il transporte les survivants du naufrage du Superbe à Toulon. Elle est de nouveau utilisée comme transport de troupes, puis comme ponton en 1832 à Brest. Elle est finalement démolie en 1836.

## Aujourd'hui
La figure de proue du Duquesne est exposée au Musée national de la Marine à Paris. Une peinture à l'huile à l'antenne brestoise du Musée national de la Marine montre le Duquesne en carcasse lors de l'incendie de la rade.

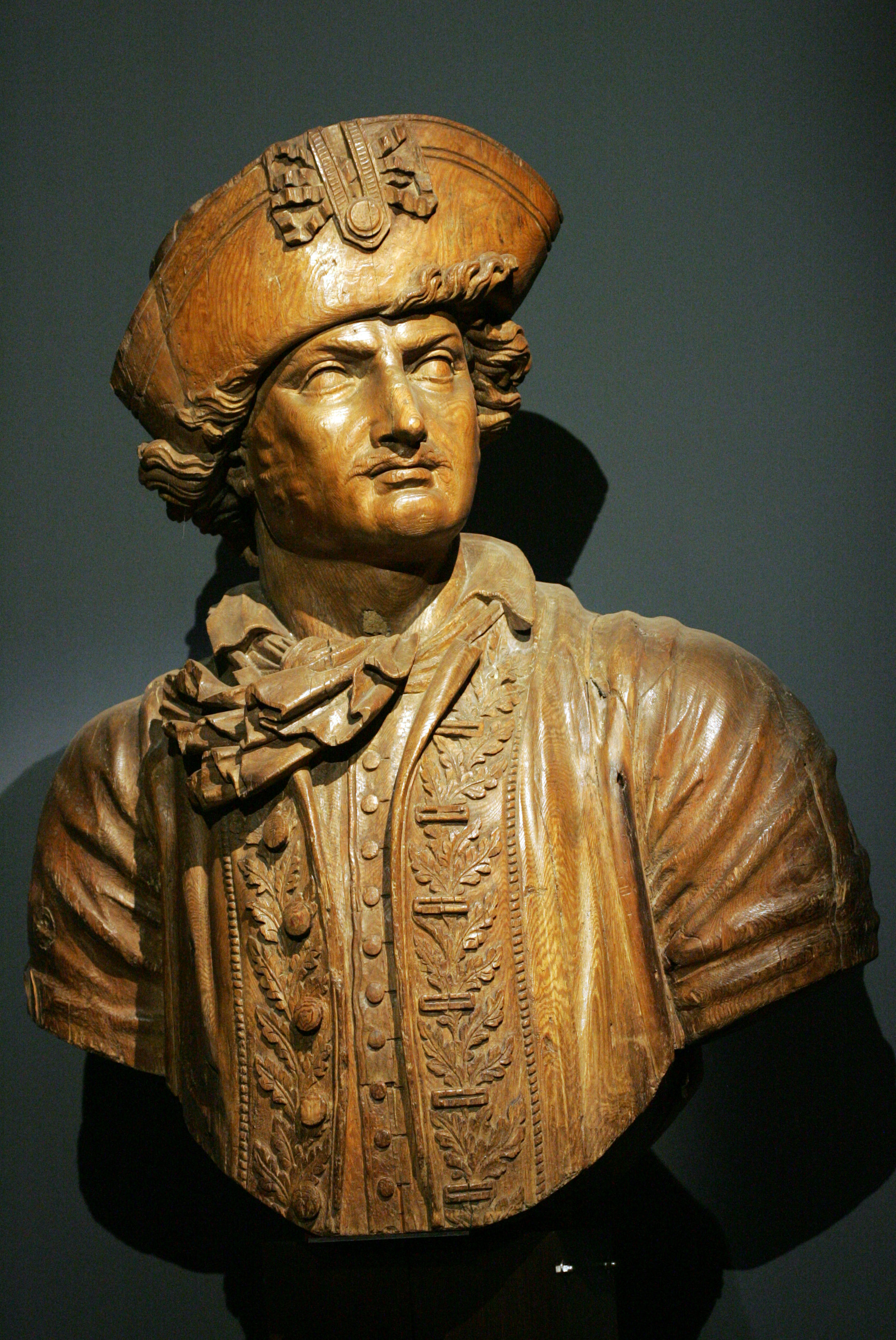
Figure de proue de Duquesne, exposée au Musée national de la Marine à Paris.
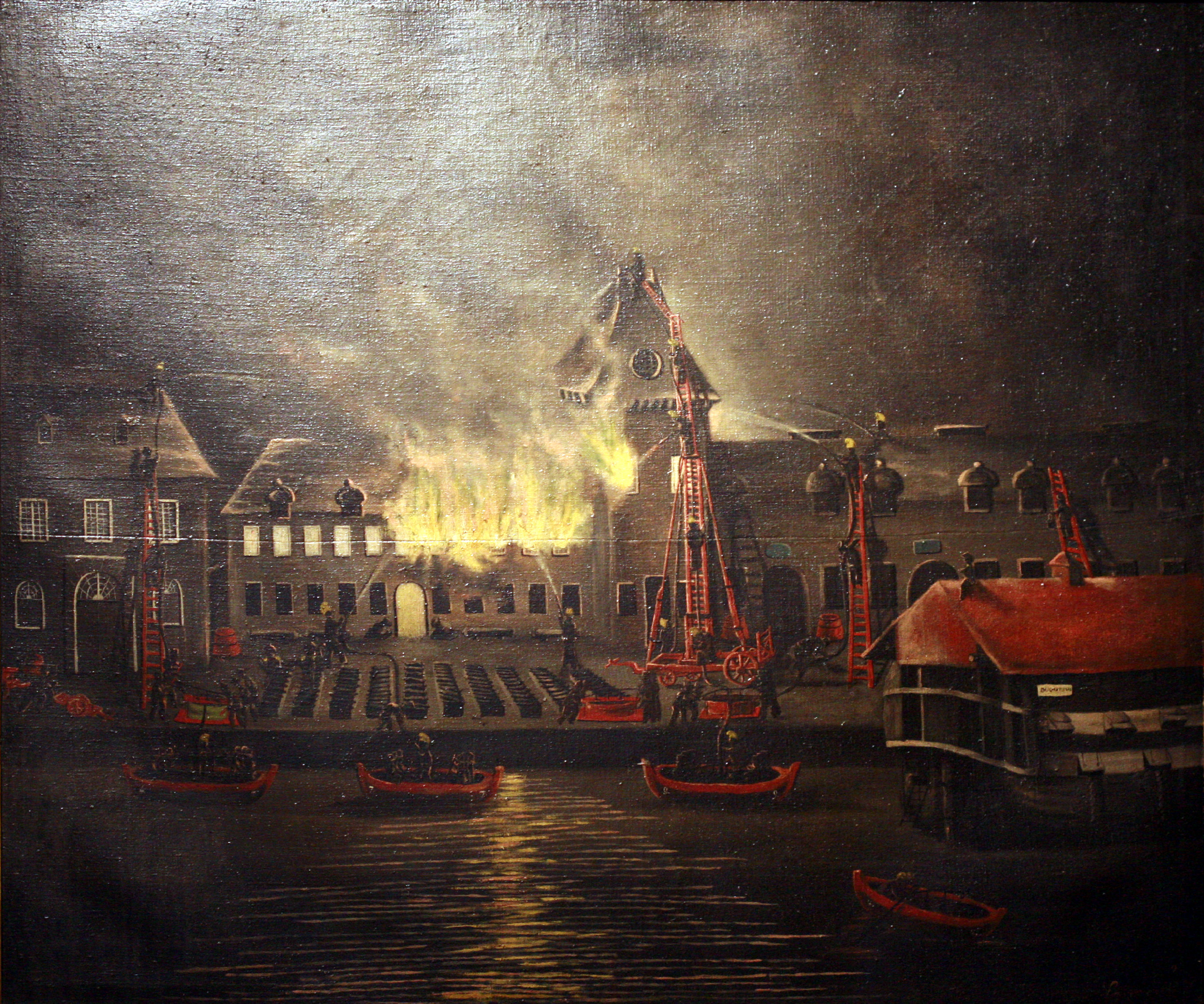
Incendie de la salle d'armes à Brest le 25 janvier 1832
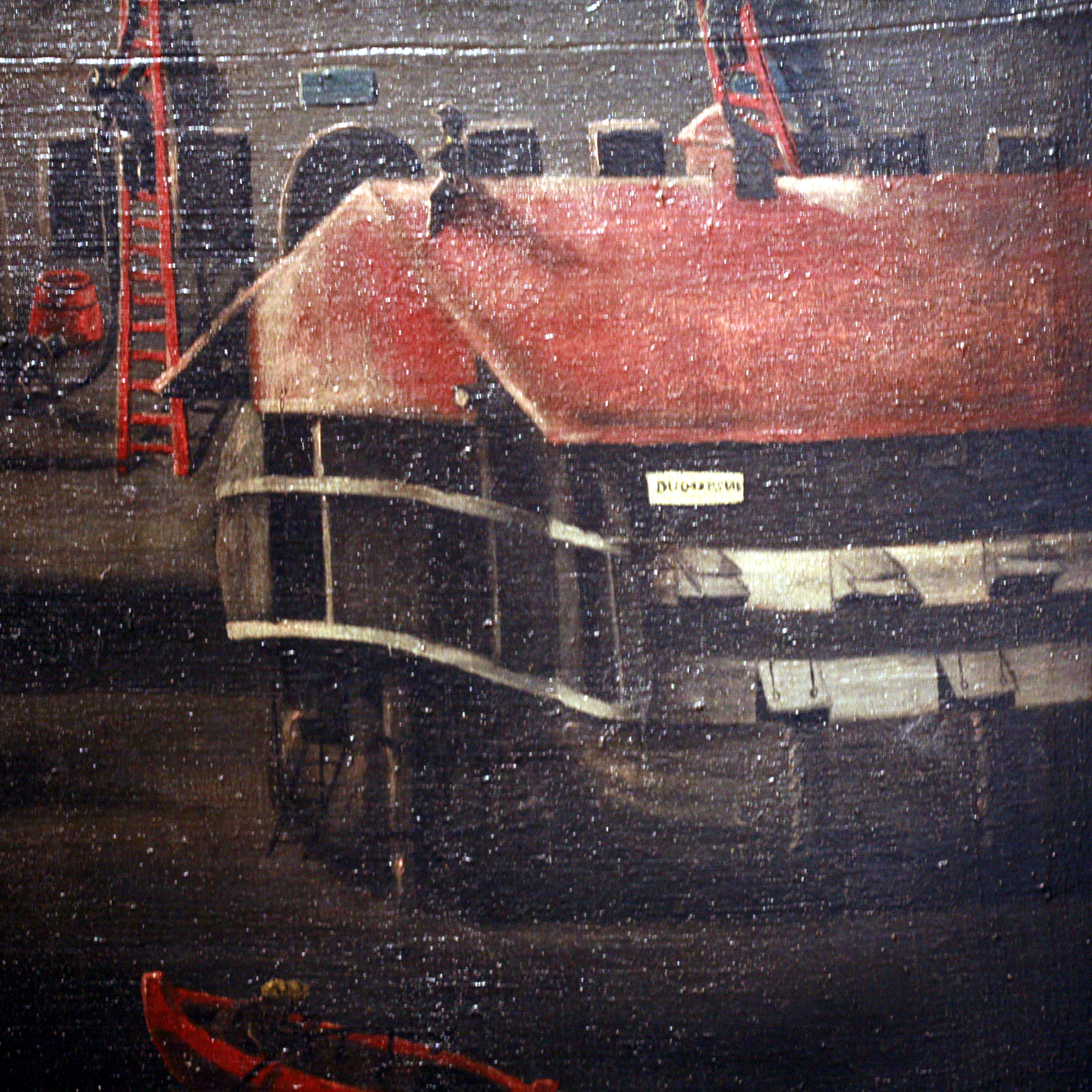
Incendie de la salle d'armes à Brest le 25 janvier 1832 (détail)